# Дияконово (Курська область)
Дияконово (рос. Дьяконово) — село в Октябрському районі Курської області Російської Федерації.
Населення становить 4322 особи. Входить до складу муніципального утворення Дияконовська сільрада.

## Історія
Населений пункт розташований на території українського етнічного та культурного краю Східна Слобожанщина.
Від 2004 року входить до складу муніципального утворення Дияконовська сільрада.

## Населення
| 2002 | 2010  | 2021  |
| ---- | ----- | ----- |
| 4125 | ↘3906 | ↗4322 |